# Vera Songwe
Vera Songwe (Nairobi, 1968) es un economista y ejecutiva de banca camerunesa. En agosto de 2017 Songwe fue nombrada Secretaria Ejecutiva de la Comisión Económica para África de Naciones Unidas, convirtiéndose en la primera mujer en la historia en asumir el puesto. Trabajó en el Banco Mundial y en 2015 fue nombrada directora regional de África Occidental y Central de la Corporación Financiera Internacional.
Forbes la incluyó en 2013 como una de las “20 Mujeres Jóvenes Poderosas de África” y el año siguiente el Instituto Choiseul para la política internacional y la geoeconomía la eligió como una de las "dirigentes africanas del mañana".

## Biografía
Nació en Nairobi y creció en Bamenda, en el noroeste de Camerún, donde asistió al Our Ladies of Lourdes, una escuela católica privada formando parte de la élite local de habla inglesa. Tras obtener su B.A. en economía y un B.A en ciencia política en la Universidad de Míchigan, se doctoró en economía matemática en la Universidad Católica de Lovaina en Bélgica. Más tarde emigró a Estados Unidos, donde trabajó durante tres años en la Universidad de Míchigan.

### Trayectoria profesional
Trabajó para el Banco de Reserva Federal de Minneapolis, que simultaneó con un puesto como profesora visitante en la Universidad de California del Sur. En 1998 se incorporó al Banco Mundial donde desarrolló su carrera junto a su mentora la economista nigeriana Ngozi Okonjo-Iweala. En el BM trabajó en la unidad de Gestión Económica para la Reducción de Pobreza (PREM) cubriendo Marruecos y Túnez. Durante los años siguientes asumió funciones en la unidad PREM para Asia del Este y la región del Pacífico.
De 2011 a 2015 fue directora de operaciones del Banco Mundial en Cabo Verde, Gambia, Guinea-Bissau, y Mauritania. En julio de 2015 fue nombrada directora regional de la Corporación Financiera Internacional para África Del Oeste y Central.
En 2011, Songwe trabajó en la iniciativa África 2.0, que tenía por objetivo reunir a jóvenes africanos en el desarrollo del continente. Es miembro del Brookings Institution, en su Iniciativa de Crecimiento de África. Forbes la incluyó en 2013 en su lista de las "20 Mujeres Jóvenes poderosas en África", y el año siguiente el Instituto Choiseul le eligió como una de sus "dirigentes africanas del mañana". En 2014, la African Business Review la  describió como una de las “10 Mujeres Empresarias Líderes en África”. En 2015 colaboró con la nueva fundación ProgramaTony Elumelu Entrepreneurship que comprometió $100 millones de dólares para iniciar start-up africanas.
En agosto de 2017 fue nombrada por el Secretario General de Naciones Unidas António Guterres Secretaria Ejecutiva de la Comisión Económica para África de Naciones Unidas convirtiéndose en la novena persona y la primera mujer en asumir este cargo con rango de Secretaría General Adjunta de la ONU.